# Louis Richeome
Louis Richeôme (lat. Ludovicus Richeomus) SJ (* 1544 in Digne; † 15. September 1625 in Bordeaux) war ein französischer Jesuit, christlicher Humanist und Schriftsteller.

## Leben
Richeome trat 1565 in den Jesuitenorden ein, nachdem er am Jesuitenkolleg in Clermont Philosophie studiert hatte. Er erhielt seine geistliche Ausbildung durch den Jesuiten Juan Maldonado; 1569 ist seine Position als Lehrer der Philologie am Kolleg Mauriac dokumentiert. Um 1572 studierte er in Bordeaux Theologie und lehrte danach am Kollegialkonvikt in Pont-à-Mousson (Lothringen).
Ab 1581 leitete Richeome das neue Jesuitenkolleg in Dijon. Von 1586 bis 1592 stand er als Provinzial der Jesuitenprovinz Lyon und anschließend der Provinz Aquitanien vor. Im Jahr 1598 war Richeome am Jesuitenkolleg von Bordeaux als Prediger, Hilfsgeistlicher und Schriftsteller tätig. Ab 1605 bekleidete er erneut das Amt des Provinzials in Lyon; für die Jahre von 1608 bis 1615 bestellte ihn Claudio Acquaviva, der Generalobere der Jesuiten, ihm als Assistent für Frankreich zu dienen. Dessen Nachfolger Mutio Vitelleschi betraute Richeome im Jahre 1616 mit dem Inspektorat für die Provinz Lyon, welches er aber nur 18 Monate innehatte.
Im Alter von 74 Jahren kehrte Richeome an das Kolleg Bordeaux zurück, wo er seine schriftstellerische Tätigkeit während seiner letzten Lebensjahre wieder aufnahm.

## Werk
Richeome veröffentlichte zahlreiche theologische Schriften in Latein und französischer Sprache. Er gilt als früher Vertreter des christlichen Humanismus (»humanisme dévot«). Darüber hinaus ist er ein versierter und polemischer Apologet des Katholizismus, vor allem gegen den Calvinismus. Sein Denken gilt als wenig spekulativ und nicht von hohem theologischen Wert; für seine Wortgewandtheit wurde er jedoch als „französischer Cicero“ bezeichnet.

## Pseudonyme
- Ludovicus de Beau Manoir /  Louis de Beaumanoir
- Franciscus Montanus / François des Montaignes
- René de La Fon
- Faelix de La Grâce